# Stottit
Stottit ist ein sehr selten vorkommendes Mineral aus der Mineralklasse der „Oxide und Hydroxide“. Er kristallisiert im tetragonalen Kristallsystem mit der chemischen Zusammensetzung FeGe(OH)6 und ist damit chemisch gesehen ein Eisen-Germanium-Hydroxid.
Stottit entwickelt bis 1 cm große, tetragonal-dipyramidale Kristalle, die pseudooktaedrisch ausgebildet sind und die tetragonale Dipyramide {111} als tragende Form zeigen.

## Etymologie und Geschichte
Als Entdecker des Stottits gilt der Tsumeber Bergmann Friedrich Gramatzki, der im Oktober 1957 auf der 30. Sohle eine Stufe mit vorzüglich ausgebildeten, sideritähnlichen Kristallen fand, die er nicht einordnen konnte, weshalb er sie zur Bestimmung Hugo Strunz übergab, der damals gerade in Tsumeb weilte. Entsprechende Untersuchungen führten zur Feststellung des Vorliegens eines neuen Minerals, welches kurze Zeit später, im Jahre 1959, von Hugo Strunz, Adolf Paul Gerhard Söhnge und Bruno H. Geier als Stottit beschrieben wurde. Benannt wurde das Mineral nach dem Geologen Charles E. Stott (1896–1978), der von 1953 bis 1965 Generalmanager der Tsumeb Mine war.
Typmaterial des Minerals wird an der Technischen Universität Berlin (Holotyp, Sammlungs-Nr. 86/61, 86/62 am Standort Pult 16, 89-1), an der École nationale supérieure des mines de Paris, Frankreich, und an der Harvard University, Cambridge, Massachusetts (Katalog-Nr. 111460), aufbewahrt.

## Klassifikation
Die strukturelle Klassifikation der International Mineralogical Association (IMA) zählt den Stottit zur Gruppe der nicht stöchiometrischen Doppelperowskite mit unbesetzter A-Position in der Perowskit-Supergruppe. Hier bildet er zusammen mit Mopungit, Tetrawickmanit und Zincostottit die Stottit-Untergruppe.
In der veralteten 8. Auflage der Mineralsystematik nach Strunz gehörte der Stottit zur Mineralklasse der „Oxide und Hydroxide“ und dort zur Abteilung „Hydroxide“, wo er gemeinsam mit Dzhalindit, Söhngeit und Wickmanit in der „Söhngeit-Stottit-Gruppe“ mit der Systemnummer IV/F.06 steht.
In der zuletzt 2018 überarbeiteten Lapis-Systematik nach Stefan Weiß, die formal auf der alten Systematik von Karl Hugo Strunz in der 8. Auflage basiert, erhielt das Mineral die System- und Mineralnummer IV/F.17-040. Dies entspricht der Klasse der „Oxide und Hydroxide“ und dort der Abteilung „Hydroxide und oxidische Hydrate (wasserhaltige Oxide mit Schichtstruktur)“, wo Stottit zusammen mit Eyselit, Jeanbandyit, Mopungit und Tetrawickmanit die „Stottitgruppe“ mit der Systemnummer IV/F.17 bildet.
Die von der International Mineralogical Association (IMA) zuletzt 2009 aktualisierte 9. Auflage der Strunz’schen Mineralsystematik ordnet den Stottit in die Klasse der „Oxide (Hydroxide, V[5,6]-Vanadate, Arsenite, Antimonite, Bismutite, Sulfite, Selenite, Tellurite, Iodate)“ und dort in die Abteilung „Hydroxide (ohne V oder U)“ ein. Hier ist das Mineral in der Unterabteilung „Hydroxide mit OH, ohne H2O; eckenverknüpfte Oktaeder“ zu finden, wo es zusammen mit Jeanbandyit, Mopungit und Tetrawickmanit die „Stottitgruppe“ mit der Systemnummer 4.FC.15 bildet.
In der vorwiegend im englischen Sprachraum gebräuchlichen Systematik der Minerale nach Dana hat Stottit die System- und Mineralnummer 06.03.07.01. Das entspricht der Klasse der „Oxide und Hydroxide“ und dort der Abteilung „Hydroxide und hydroxyhaltige Oxide“. Hier findet er sich innerhalb der Unterabteilung „Hydroxide und hydroxyhaltige Oxide mit (OH)3- oder (OH)6-Gruppen“ in der „Wickmanitgruppe (Tetragonal: P42/n)“, in der auch Tetrawickmanit, Jeanbandyit und Mopungit eingeordnet sind.

## Kristallstruktur
Stottit kristallisiert im tetragonalen Kristallsystem in der Raumgruppe P42/n (Raumgruppen-Nr. 86) mit den Gitterparametern a = 7,594 Å und c = 7,488 Å sowie vier Formeleinheiten pro Elementarzelle.
Die Kristallstruktur des Stottits wurde ursprünglich so beschrieben: Fe und Ge bilden – jedes für sich – ein geringfügig tetragonal deformiertes kubisch-flächenzentriertes Gitter: beide Gitter sind entsprechend dem NaCl-Typus ineinandergestellt. Ge ist von sechs (OH) in Form eines leicht verzerrten Oktaeders umgeben; Fe bildet ebenfalls mit sechs (OH) ein pseudooktaedrisches Koordinationspolyeder. Die Ge(OH)6-Oktaeder und die Fe(OH)6-Oktaeder sind über gemeinsame Ecken miteinander verknüpft. Die Flächen der morphologisch dominanten Form {111} werden strukturell von leicht gewellten (OH)-Schichten gebildet. Die gute Spaltbarkeit nach dem Prisma {110} und der Basis {00l} entspricht der würfeligen Spaltbarkeit von Halit. Diese Strukturbeschreibung wurde später etwas modifiziert. Danach besteht die Stottit-Struktur aus einem Gerüst von gemeinsame Ecken aufweisenden Fe(OH)6- und Ge(OH)6-Oktaedern, welche in drei Dimensionen wechseln. Die Erniedrigung der Symmetrie von ideal kubisch nach tetragonal beruht hauptsächlich auf der rigiden Rotation der Kationen-Polyeder. Die durchschnittliche Fe-O-Distanz beträgt 2,159 Å, die durchschnittliche Ge-O-Distanz hingegen 1,910 Å.

## Chemismus
Stottit hat die gemessene Zusammensetzung (Fe2+1,15Mg0,03Mn0,03Ca0,01)Σ=1,22Ge4+0,95(OH)6, was vereinfacht als FeGe(OH)6 geschrieben werden kann und 45,38 % GeO2, 31,17 % FeO und 23,45 % H2O erfordert. Mit 29 % Germanium hat Stottit den höchsten Germanium-Gehalt aller bekannten Minerale.

## Modifikationen und Varietäten
- Eine zinkhaltige rosafarbene Varietät des Stottits wurde erstmals 1970 beschrieben und als „Mineral A“ bzw. als „Zink-Stottit“, Zn0,5Fe0,5Ge(OH)6, bezeichnet.[13] An der Originalfundstelle des Schneiderhöhnits im Bereich der 29. Sohle wurden 1972, teils zusammen mit Schneiderhöhnit, teils allein auf Nebengestein sitzend, bis zu 9 mm Kantenlänge aufweisende, rötlich durchscheinende Zink-Stottit-Kristalle beobachtet.[14] Um 1975 wurde noch einmal – diesmal zusammen mit Schneiderhöhnit – eine zinkhaltige rosafarbene Stottit-Varietät gefunden.[7]

- Eine manganhaltige Stottit-Varietät („Mineral B“, Mangan-Analogon von Stottit, MnGe(OH)6) ist hingegen nur in winzigen Bildungen bekannt. Sie wurde erzmikroskopisch in kleinen Flittern zusammen mit germanium- und zinkhaltigem Mawsonit, Cu6Fe2SnS8, beobachtet.[13][15] Der Name „Mangan-Stottit“ wird dafür aber erst später verwendet.[16][17]

Seit 2007 wird „Mineral B“, das auch als das germaniumdominante Analogon des zinndominierten Wickmanit betrachtet wird, als „UM1970-16-OH:GeMn“ mit der Formel (Mn,Fe)(Ge,Sn)(OH)6 bezeichnet.

## Eigenschaften

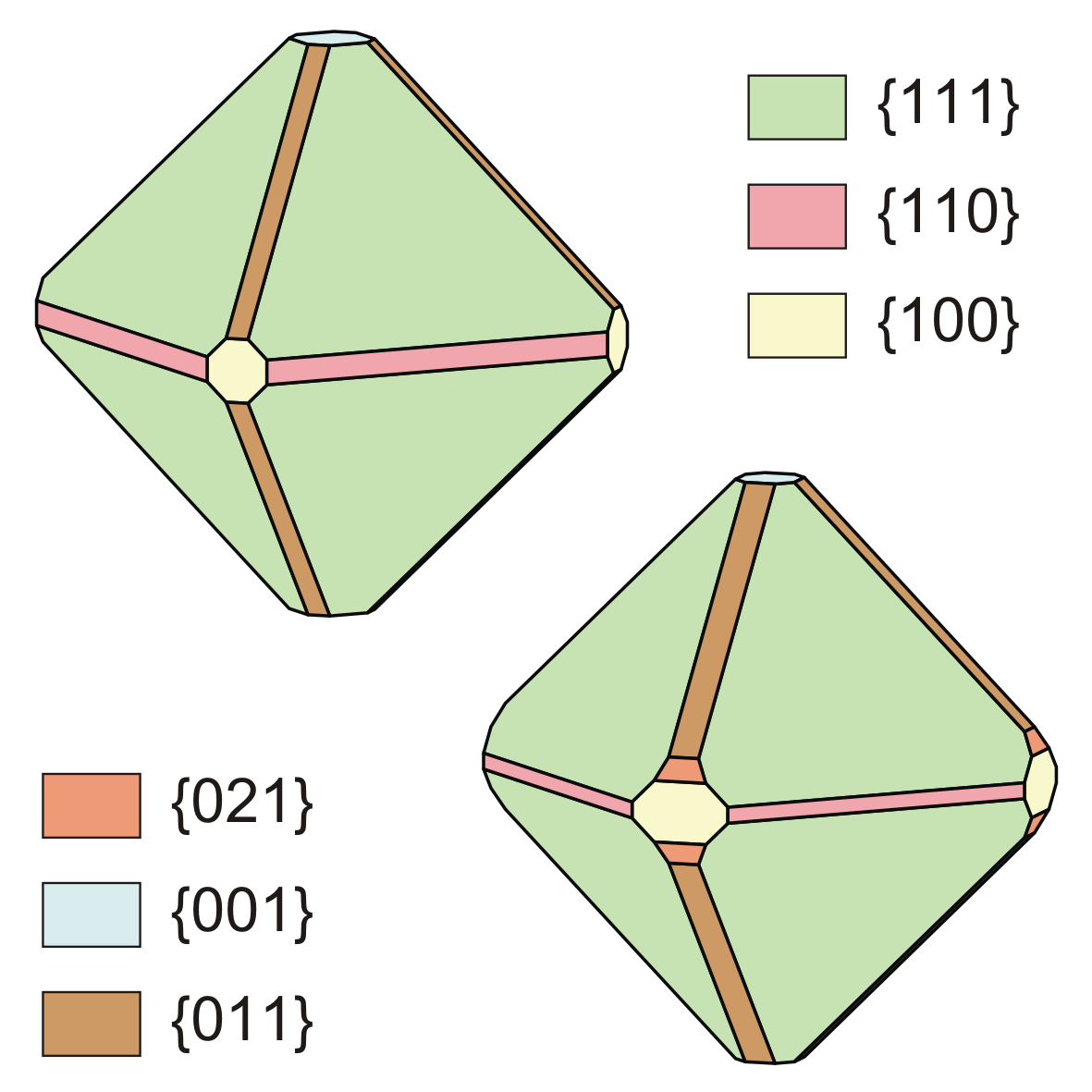
Zeichnung von Stottit-Kristallen aus der Tsumeb Mine mit unterschiedlicher Kristalltracht

### Morphologie
Stottit bildet bis 1 cm große pseudooktaedrische Kristalle mit der tetragonalen Dipyramide {111} als tragender Form und deutlicher Streifung parallel [110]. Als schmale Kantenabstumpfung dieser Dipyramide sind das tetragonale Prisma {110} und die Dipyramide {101} entwickelt, die beide gemeinsam einem geringfügig tetragonal deformierten Rhombendodekaeder entsprechen. Morphologisch eindeutig als tetragonal charakterisiert werden die Kristalle durch die Dipyramide {201}. Als kleine Eckenabstumpfung treten das tetragonale Prisma {100} und Basispinakoid {001} auf. An den wenigen bekannt gewordenen Kristallen wurden die Kombinationen {111}, {100}, {001}, {110} und {011} bzw. {111}, {100}, {001}, {011}, {021} und {110} beobachtet, die beide einen pseudooktaedrischem Habitus aufweisen, wie in der Abbildung links gut zu erkennen ist.

### Physikalische und chemische Eigenschaften
Die Kristalle des Stottits sind außen tiefbraun, im Innern licht olivgrau bis fast farblos, wofür unterschiedlich hohe Eisen-Gehalte verantwortlich gemacht werden. Die Strichfarbe wird mit grauweiß angegeben.
Die Oberflächen der durchscheinenden bis durchsichtigen Kristalle weisen einen harz- bis diamantartigen Glanz auf, auf Spaltflächen zeigt Stottit Fettglanz.
Das Mineral besitzt eine gute Spaltbarkeit nach dem tetragonalen Prisma {100} und {010} und spaltet undeutlich nach dem Basispinakoid {001}. Mit einer Mohshärte von 4,5 gehört Stottit zu den mittelharten Mineralen, die sich etwas leichter als das Referenzmineral Apatit mit dem Taschenmesser noch ritzen lassen. Die gemessene Dichte des Minerals beträgt 3,596 g/cm³, seine berechnete Dichte liegt bei 3,54 g/cm³. Stottit löst sich in 20%iger Salzsäure auf.

## Bildung und Fundorte
Das Mineral konnte bisher (Stand 2016) nur an seiner Typlokalität, der weltberühmten Cu-Pb-Zn-Ag-Ge-Cd-Lagerstätte der „Tsumeb Mine“ (Tsumcorp Mine) in Tsumeb, Region Oshikoto, Namibia, gefunden werden.
Stottit ist ein typisches Sekundärmineral und bildete sich in der zweiten (unteren) Oxidationszone der in Dolomitsteinen sitzenden hydrothermalen polymetallischen Erzlagerstätte Tsumeb. Es ist aus den germaniumhaltigen Sulfiden Renierit und Germanit aus dem Tsumeb-Erzkörper durch Einwirkung oxidierender und in 1000 m Teufe auf 35 °C bis 40 °C aufgewärmter Sickerwässer hervorgegangen.
Auf den ersten, 1957 bekannt gewordenen Stufen von der 30. Sohle sitzt Stottit nur in Hohlräumen im Tennantit-Erz. Weitere Stufen fanden sich nur wenig später und dann noch einmal in den 1980er Jahren. Auf der 29. Sohle wurden 1972 zinkreiche Stottit-Kristalle zusammen mit Schneiderhöhnit und sekundärem Chalkosin gefunden. Auch im äußersten Westen des Erzschlauches von Tsumeb, im Abbau „120 West“ nahe unterhalb der 29. Sohle, wurde Stottit gefunden. Begleitminerale waren hier Brunogeierit, Galenit, Tennantit (oft mit kleinen Renierit-Einschlüssen), Smithsonit und untergeordnet Cerussit. Einige der besten Kristalle kamen aus 950 m Teufe, im Bereich der 31. Sohle, Pfeiler E9. Weitere Begleitminerale sind Krieselit, Ludlockit, Leiteit und Siderit.

## Verwendung
Ungeachtet der extrem hohen Ge-Gehalte von 29 % ist Stottit kein Germaniumerz, sondern aufgrund seiner Seltenheit nur für den Mineralsammler interessant.